# Du dandysme et de George Brummell

Du dandysme et de George Brummel est une œuvre de Jules Barbey d'Aurevilly (1808-1889). Elle a été publiée en 1845 et retrace la vie du Beau Brummell (1778-1840). Dans cet écrit, Jules Barbey d'Aurevilly défend l'éclat et la grâce du dandysme.

## Historique
Publié pour la première fois en 1845, ce livre est à la fois une biographie et un essai philosophique. Barbey définit, avant Baudelaire, le dandysme. Mêlant références historiques et détails anecdotiques, il brosse le portrait d'un homme qui soumit à son goût, pendant vingt ans, la high class londonienne. Brummell, arbitre suprême de l'élégance, fut admiré tant par le futur roi George IV que par le poète Lord Byron. Jusqu'au jour où, criblé de dettes, il dut s'exiler en France. Loin de sa cour, Brummell connut vite la déchéance. Ruiné, malade, il séjourna en prison, puis à l'hospice où il mourut dément. L'ouvrage est dédié à César Daly, ami de Barbey d'Aurevilly. En 1874, Barbey retourne à ces idées en forme littéraire dans la nouvelle « La vengeance d’une femme », ou une prostituée mal habillée est néanmoins intimidante et puissante, prouvant que c’est l’attitude, et non un style particulier, qui fait la mode.

## Éditions
- 1845 : première édition à Caen par Guillaume Trebutien
- 1861 : seconde édition chez Auguste Poulet-Malassis, édition revue et augmentée
- 1879 : troisième édition chez Alphonse Lemerre, accompagné du texte Un dandy d'avant les dandys
- 1997 : Payot et Rivage, préface de Frédéric Schiffter
- 2008 : les éditions de Paris-Max Chaleil, préface de Simon Liberati
- 2011 : Mercure de France, préface de Marie-Christine Natta